# Lenka Zychová
Lenka Zychová (* 1986 v Ostravě) je česká astrofyzička a popularizátorka astronomie. Její vědecká práce se zaměřuje na výzkum mezihvězdných bublin uvnitř naší galaxie pomocí radioteleskopů. Podílí se také na vývoji metod pro monitorování a předpovídání vesmírného počasí. Za svou práci získala několik prestižních ocenění, včetně českého vědeckého ocenění Cena Neuron a ocenění od British Council.

## Studium a kariéra
Lenka Zychová vystudovala astrofyziku na Přírodovědecké fakultě Masarykovy univerzity v Brně, kde získala doktorský titul pod vedením Soni Ehlerové z Astronomického ústavu Akademie věd ČR.
Po studiích v Brně se přestěhovala do Belgie, kde pracuje na Královském belgickém institutu vesmírné aeronomie (BIRA-IASB) jako členka týmu pro kosmické počasí. Účastní se projektů Evropské kosmické agentury (ESA), které se zaměřují na monitorování a analýzu kosmického počasí.

## Výzkum
Lenka Zychová se věnuje výzkumu mezihvězdných bublin. Pomocí dat z radioteleskopů analyzuje strukturu těchto bublin v Mléčné dráze a jejich interakci s okolním mezihvězdným prostředím. Zkoumá, zda se v obálkách mezihvězdných bublin mohou tvořit nové hvězdy.
Jako členka týmu Královského belgického institutu vesmírné aeronomie (BIRA-IASB) se podílí na vývoji metod pro monitorování a předpovídání kosmického počasí.
Spolupracuje na projektech Evropské kosmické agentury (ESA), které se zaměřují na ochranu vesmírné infrastruktury před těmito vlivy.

## Další činnost
Lenka Zychová se vedle své vědecké práce intenzivně věnuje popularizaci astronomie a astrofyziky. Pravidelně přednáší na školách i veřejných akcích. V současnosti se věnuje popularizaci astrofyziky a fyziky v Bruselu a Gentu.[zdroj?]
Kromě astronomie se Lenka Zychová věnuje orientálnímu tanci, který profesionálně vyučuje již více než deset let[ujasnit] nejen v České republice, ale také v zahraničí.
Byla hostem Show Jana Krause nebo TEDx Talks.

## Ocenění
V roce 2016 získala Cenu Neuronu a British Council v rámci soutěže v popularizaci vědy FameLab. V témže roce založila Astronomický kroužek v Brně pod záštitou a s finanční podporou Ústavu teoretické fyziky a astrofyziky MU a za podpory Hvězdárny a planetária Brno.